# 韋夫蘭鎮區 (愛荷華州波特瓦特米縣)
韋夫蘭鎮區（英語：Waveland Township）是位於美國愛荷華州波特瓦特米縣的一個行政鎮區。

## 地方資料
根據2010年美國人口普查的數據，韋夫蘭鎮區的面積為91.25平方千米，當中陸地面積為91.21平方千米，而水域面積為0.04平方千米。當地共有人口200人，而人口密度為每平方千米2.19人。